# SimCity 2000
SimCity 2000 — компьютерная игра в жанре градостроительного симулятора от Maxis, разработанная совместно Уиллом Райтом и Фредом Хаслэмом. Симулятор является преемником SimCity Classic и был выпущен 1 января 1993 года для персональных компьютеров, после чего в течение нескольких лет выходил на игровых приставках Sega Saturn и SNES в 1995 году, PlayStation в 1996 году и других.
Игра выполнена в изометрической графике, в отличие от первой части, где обзор происходит «сверху». Суть игрового процесса сводится к созданию города, развитию жилых и промышленных зон, строительству инфраструктуры и сбору налогов для дальнейшего развития города. В игре, как и в реальном мире, важно повышать уровень жизни населения, поддерживать баланс между разными секторами и следить за экологической обстановкой региона, в противном случае населённый пункт может прийти в упадок и даже обанкротиться.
Несмотря на то, что первооткрывателем жанра является SimCity Classic, именно SimCity 2000 стала классическим образцом для градостроительных симуляторов, выпускавшихся в течение следующего десятилетия. По примерным данным, всего было продано 4,23 миллиона копий симулятора преимущественно в США, Европе и Японии. По подобию SimCity 2000 независимыми компаниями было создано множество симуляторов.
Критики в основном положительно отозвались о SimCity 2000, похвалив её за яркую и детализированную графику, улучшенное меню управления, общий геймплей и хорошее музыкальное сопровождение.

## Сеттинг
Действие в игре может происходить с 1900 года н. э. по 2100 год и далее. В случае создания нового города с нуля игрок может выбрать 1900, 1950, 2000 или 2050 год. Если игрок хочет начать игру с заранее подготовленных сценариев, то время и место действия определяется конкретным сценарием.
В игре присутствует ряд событий и изменений в игровой механике, которые происходят согласно текущему игровому времени. Например, изобретение АЭС происходит приблизительно в 1955 году, метро становится доступным около 1910 года, термоядерный синтез — около 2050 года. В то же время параметры игры зависят от событий и тенденций в мире. Так, потенциал для миграции со временем увеличивается, расход электроэнергии на одного жителя возрастает к 1970-му году и далее уменьшается из-за практик внедрения энергосберегающих технологий и т. п.
Заранее подготовленные сценарии предлагают не только готовый город с событиями, но и выполнение определённой задачи. В игре имеются следующие сценарии:
- Дулсвилль[комм. 2] (1910) — увеличить население находящегося в стагнации города более чем в 10 раз за 10 лет.
- Флинт (1974) — вывести индустриальный город из рецессии.
- Окленд (1991), Париж (1995) — решить проблему возникшего пожара и восстановить население города.
- Голливуд (2001), Атланта (2050) — восстановить город после атаки инопланетян.
- Чарлстон (1989), Хомстед (1992) — восстановить население города после урагана.
- Чикаго (1999) — устранить массовые загрязнения окружающей среды из-за химических выбросов.
- Давенпорт (1993) — Миссисипи вышла из берегов (пережить катастрофу и восстановить город).
- Малибу (1993) — решить проблему лесных пожаров.
- Манхэттен (2007), Барселона (1992) — устранить пожары и загрязнения, вызванные аварией на АЭС.
- Портленд (2001) — стать свидетелем извержения вулкана и восстановить город.
- Сан-Франциско (1989) — восстановить здания, уничтоженные в результате землетрясения.
- Кремниевая долина (2010) — после взрыва на электростанции устранить загрязнения и увеличить население.
- Вашингтон (1995) — остановить беспорядки и погромы в городе.
- Лас-Вегас (1995) — снизить уровень преступности в городе.

## Игровой процесс
В SimCity у игрока обычно нет определённых целей, по достижении которых игра заканчивается. Игрок управляет городом, выступая в роли мэра, расширяет жилые, коммерческие или промышленные зоны, следит за бюджетом и развивает инфраструктуру. По сути игра заканчивается, если в городе в результате небрежного распоряжения городской казной наступает экономический коллапс или если после 2051 года игрового времени в городе будет более 300 зданий-аркологий и в таком случае произойдёт «исход» населения с Земли для дальнейшей колонизации других планет.

### Строительство города и его симуляция

Изображение города из игры SimCity 2000

В начале в случае постройки города с нуля игроку предоставляется пустая процедурно сгенерированная местность, где игрок может строить и планировать город, и при этом происходит симуляция игрового мира. В SimCity 2000 существует три основных типа участков: жилые зоны, где живут обитатели города, коммерческие зоны, предоставляющие товары или услуги, и заводы, производящие ресурсы для города.
Важной частью игрового процесса является география. Например, деятельность преступников хорошо пресекается в местах, близких к полицейским участкам. Как следствие, для снижения преступности можно равномерно размещать полицейские участки или помещать их в самые опасные районы. Качественно другим примером является транспортная система, когда каждый житель города должен ездить в коммерческую и промышленную зону. С одной стороны, промышленность нужно размещать на удалении от жилых зон для уменьшения загрязнения, но, с другой стороны, это приводит к большой плотности движения на дорогах, соединяющих жилые районы с промышленными.
Одной из составляющих симуляции является возрастное распределение жителей по их количеству, уровню образования и здоровья. Игрок может как учитывать данные показатели, так и влиять на них для достижения своих целей. Продолжительность жизни и уровень образования прежде всего зависят от количества построенной игроком инфраструктуры (больницы, школы, колледжи, музеи) и качества её обслуживания (ежегодное выделение средств). Таким образом, для улучшения человеческого капитала необходимо значительное время, а в случае миграции в город он получает больший процент трудовых ресурсов, но средний по качеству.
Промышленность в городе разделена на десять отраслей. В зависимости от уровня образования жителей, исторического времени и налоговой политики в городе формируется распределение промышленных предприятий по данным отраслям. Каждый из типов промышленности имеет свои особенности, например, приносит разное количество денег в городской бюджет, имеет различный уровень загрязнения окружающей среды и прочее. Под влиянием разных совокупностей, таких как уровень образования, развитие инфраструктуры, налоги и другие факторы, происходит изменение структуры и самой промышленности: предприятия могут закрываться и на их месте строиться новые.

### Роль игрока
Каждый из типов зон выполняет свою функцию, и игроку необходимо в зависимости от ситуации соблюдать между зонами определённые отношения уровня площади и застройки. Слишком большое количество жилых зон может привести к безработице, слишком малое — к закрытию предприятий и упадку коммерции. Вместе с тем, например, если игрок строит большое количество развлекательных центров (зоопарки, стадионы, прогулочные суда), то это привлекает в город туристов, и, как следствие, городу будут нужны коммерческие здания для их размещения.
Каждый участок имеет определённую стоимость, зависящую от застройки и плотности населения, а это, в свою очередь, формируется на основании симуляции и множества факторов, что определяет уровень привлекательности участка для той или иной активности. С городских участков собираются налоги в городской бюджет, и от этого зависит экономика города. Соответственно, игрок может улучшать условия проживания, и, как следствие, в нём будет больше жителей, а в городской бюджет поступит большее количество средств.
В игре имеется возможность влиять на симуляцию путём так называемых постановлений от мэра города. Через постановление может быть начата кампания по экономии электроэнергии, производиться украшение города (что привлекает туристов), организовываться юношеские спортивные секции (улучшает здоровье) и др. Вместе с тем с помощью постановления мэр может увеличить поступления в казну, например, введение штрафов за парковки стимулирует развитие общественного транспорта и приносит в бюджет некоторые средства.

### Случайные события и игровой вызов
В игре введена система погоды, которая изменяется один раз в месяц и влияет на игровой процесс. Это приводит к сезонным колебаниям и соответствующим проблемам, в частности, когда игроку необходимо строить резервуары для хранения воды, позволяющие запасать её во время дождя и использовать в засуху.
Во время игры с городом могут происходить стихийные бедствия и катастрофы: землетрясения, наводнения, катастрофы на АЭС, крушения самолётов, пожары, ураганы, бунты населения и др. Данные события могут происходить как случайно, так и по инициативе игрока, если он захочет полностью или частично уничтожить свой город. Для защиты от наводнений игрок может строить объекты инфраструктуры на возвышенности или вдали от воды. Для уменьшения вероятности пожаров необходимо строить пожарные депо и ежегодно их финансировать. В случае возникновения пожара он уничтожает городские объекты и может распространяться на соседние здания, и при этом в игровом процессе предусмотрена возможность управления пожарными командами, которые защищают определённые игроком области города или блокируют очаги распространения.
Игра предлагает три уровня сложности. На более высоком уровне игроку предоставляется меньший стартовый бюджет, во время игры повышается вероятность катастроф, а популяция всей страны находится в менее благополучном состоянии.

### Сравнение с SimCity Classic
Главное внешнее отличие SimCity 2000 от её предшественника SimCity — изометрическая проекция города с ромбическими плитками. Здания стали более наглядными и детализированными, например, около пожарного участка теперь можно разглядеть пожарные машины, а на здании участка полиции — значок правоохранительных органов. Игрок может наблюдать, как здание строится или как заброшенное здание ветшает и приобретает неказистый вид. Налоговые ставки отныне можно изменять отдельно для каждого из типов зон.
Все зоны могут быть плотной и лёгкой застройки. Кроме того, игрок может обозначить застройку любой формы, а не только 3×3, как в SimCity. При этом предприниматели города сами решают, какой площади строить предприятия, отели, общежития и др. В игру введён исторический контекст, влияющий на игровой процесс, когда технологии появляются согласно сеттингу, а население изменяет свою демографическую структуру. Игроку предоставлены новые инструменты по просмотру карт и графиков изменения ряда показателей. Появились дифференциация промышленности, возрастная структура населения, постановления, здравоохранение, образование.
В игре увеличилось разнообразие зданий, появились новые постройки (метро, госпитали, зоопарк, библиотеки, музеи, аркология, метрополитен и другие), добавлена опция присвоения строениям названий. Строящийся город стал окружён другими городами, с которыми можно вести торговлю. Кроме того, игрок, управляя городом, может читать колонки городских газет, в которых рассказываются разные курьёзные истории или затрагиваются значимые темы, такие как общественные вопросы, актуальные городские проблемы, освещение недавних бедствий, преступность, эпидемии, встревоженность устаревшими технологиями и т. д. Газеты выпускаются под названиями Times, Post, Herald, Miss Sim и т. д.
В SimCity 2000 Network Edition был введён онлайн-режим, где появилась возможность торговли ресурсами с соседними городами, управляемыми другими игроками, если между городами проведена дорога. Например, город может в избытке производить энергию и затем продавать её в соседние населённые пункты, получая от этого дополнительную выгоду.

## Создание игры
Разработка SimCity 2000 началась после успешных продаж SimCity. В создании принимали участие Уилл Райт и Фред Хаслэм (англ. Fred Haslam) при финансовой поддержке Maxis, уже ставшей тогда значительно крупнее благодаря миллионным продажам SimCity. С разработчиками сотрудничал архитектор Ричард Бартлетт (англ. Richard Bartlett), и он предоставил множество описаний ключевых свойств, которыми характеризуются города, что должно было быть отражено в игре. Так, он сравнивал города с людьми следующим образом:
Города создаются для людей: это место их надежд и мечтаний, работы и отдыха, их родного дома и дома их детей. Города живые и обладают собственной индивидуальностью, каждый отличается от всех прочих и каждый постоянно изменяется. Город, живой организм, состоящий из всех его жителей, представляет собой много разных вещей, но прежде всего, это настоящая энциклопедия человеческих черт и качеств.
Оригинальный текст (англ.)Cities are for people: a place for their hopes and dreams, their work and play, their homes and homes for their children. Cities are alive and have personalities, each different from all others and each in constant change. A living organism made up of its collective inhabitants, a city is many things, but it is above all a storehouse of human characteristics.
Особенно команда была вдохновлена эссе писателя Нила Геймана «Города — не люди» (англ. Cities are not people), отсылку к его работе разработчики добавили в симулятор в виде пасхального яйца.

### Разработка
После успеха SimCity Уилл Райт получил сотни писем, в которых говорилось, что он должен продолжить серию и добавить в игру некие новые элементы. Уилл просмотрел все эти письма и обратил внимание, что наиболее часто в них встречался ряд вещей: перепад высот, горы, новые типы дорог, водоснабжение и другие. Исходя из этого, Райт решил, что когда компьютеры станут более производительными и улучшатся возможности графики, он сможет реализовать все эти идеи.
Фред Хаслэм был сотрудником, который участвовал с Уиллом Райтом в создании SimEarth, и он же первым начал работать над SimCity 2000. Перед тем, как переключиться на SimCity 2000, Уилл Райт провёл шесть месяцев над самым первым прототипом The Sims. На данном этапе сотрудники испытывали проблемы с созданием качественной графики, что тормозило работы по проекту. В то же время компания рассчитывала, что SimCity 2000 должен стать бестселлером, и по этой причине Уилл Райт бросил всё, что было связано с The Sims, и переключился на SimCity 2000. Как отмечает Уилл Райт, если взглянуть на исходный код SimCity 2000, то там можно найти процедуры с такими именованиями, как DrawHouse или DrawYard, которые остались с оригинального кода The Sims. Таким образом стартовал проект, в котором Фред и Уилл работали плотно и завершили его в течение года.
По сравнению с SimCity Classic, разработка SimCity 2000 была более простой с программной и геймдизайнерской точки зрения, а основные проблемы возникали в области менеджмента. Так как это был сиквел, то проектировать было легче, архитектурно игра была более стабильна и целостна, необходимо было только контролировать инженерный процесс и вопросы производительности. В итоге, например, версия для Macintosh требовала 1,3 мегабайта памяти, что для игры такой сложности считается весьма компактным.

### Геймдизайн
Уилл Райт в одном из своих интервью отметил, что при создании градостроительного симулятора он не хотел наделять игрока абсолютной властью над виртуальным миром, так как, по мнению геймдизайнера, полное повиновение симов сделало бы игру скучной. Таким образом, игрок может лишь в определённой степени влиять на жизнь виртуальных жителей, а в остальном они будут оставаться самостоятельными. Этот аспект рассматривался как баланс контроля и хаоса, где, если игрок не выполняет никаких действий, город «разваливается на части», а с другой стороны имеется некоторый уровень энтропии, позволяющий делать игровой процесс более неожиданным и, соответственно, не надоедающим и привлекательным. По сообщению разработчиков, геймплей был улучшен буквально во всех аспектах, а графика в игре стала изометрической.
Макроменеджмент был переработан и значительно усовершенствован, чтобы приблизить его к реальности, особое внимание было также уделено мелким визуальным эффектам. Например, если в первой игре игрок мог сразу использовать все доступные технологии в игре, то в SimCity 2000 ему сначала придётся использовать электростанции, работающие на угле, так как для того, чтобы открыть доступ к солнечным или ядерным станциям, население города должно достичь определённого уровня образования, а значит, и знаний, чтобы изобрести подобные технологии. Как и в SimCity Classic, в основе игрового процесса лежат простые алгоритмы, обладающие набором определённых свойств, которые и образовывают более сложные сценарии в игре по мере роста городка и вмешательства игрока, наподобие реальных событий, являющихся сложной цепочкой разнообразных действий, вызванных людьми или другими факторами. По словам Уилла Райта из его интервью, ядро игры осталось таким же, как и в SimCity. В новой игре было добавлено больше слоёв симуляции, увеличен размер карты игрового мира, и таким образом геймплей стал более подробно проработанным.
Чтобы игрок чувствовал более сильную связь с виртуальными людьми, Райт добавил функцию газетных заметок, которые игрок периодически может читать и получать обратную связь для управления городом. В SimCity 2000 было заложено большое количество скрытых вещей, которые игроки не осознают или не замечают длительное время, что было сделано для поддержки длительного интереса к игре. Например, в SimCity 2000 присутствует лох-несское чудовище, которое появляется раз в несколько месяцев приблизительно на четыре секунды, и об этих появлениях впоследствии в игровом сообществе ходило множество слухов: одни игроки говорили, что чудовище есть, а другие им не верили, и только через год после выпуска игры появился первый скриншот с чудовищем. Другим примером является Captain Hero, который как супергерой может появиться в случае городских бедствий, летать вокруг и бороться с происходящими катастрофическими происшествиями. И в этом плане SimCity 2000 получила бо́льшую глубину, нежели SimCity Classic.

## Выход игры
Выход игры для персональных компьютеров IBM PC состоялся 1 июля 1993 года в США и Европе. В феврале 1994 года игра вышла для Amiga, Mac, а в 1995 году для Windows 3.x. После успеха игры студией Maxis 8 февраля 1995 года была выпущена обновлённая версия игры под названием SimCity 2000 Special Edition для Microsoft Windows и DOS, добавляющая в игру множество новых катастроф, а именно атаку НЛО, ядерную катастрофу, химический разлив, мощный ураган, огненный смерч, извержение вулкана, землетрясение, тайфун, народные волнения и другие бедствия. Также в игру был встроен инструмент SimCity Urban Renewal Kit, позволяющий перекрашивать спрайты зданий, доступных в игре; здания-награды, помимо этого были добавлены известные достопримечательности и улучшено музыкальное сопровождение.
30 июня 1996 года для Windows была выпущена версия игры под названием SimCity 2000 Network Edition, также известная как SimCity Gold Edition, в которой добавлена возможность играть в сетевом режиме, где игроки имеют возможность давать или брать кредиты у других городов, продавать и покупать ресурсы, сотрудничать или конкурировать с городами.
20 сентября 2002 года SimCity 2000 была выпущена для карманного компьютера Pocket PC.
В декабре 2014 года SimCity 2000: Special Edition была временно доступна для бесплатной загрузки в онлайн-магазине Origin, принадлежащем EA Games.

### Для игровых приставок

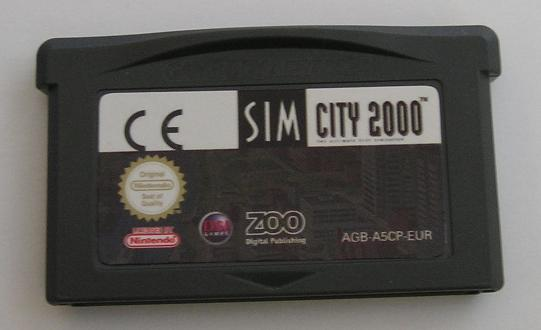
Картридж с игрой для Game Boy Advance

В течение следующих лет SimCity 2000 была портирована на ряд игровых приставок, первой из которых стала Sega Saturn в 1995 году. Интеграцией игры для приставки занималась японская компания Sega. Геймплей симулятора для приставки в общем идентичен оригинальной игре, хотя графика была улучшена и добавлен ряд трёхмерных анимаций для зданий, однако некоторые особенности игрового процесса были упрощены или исключены, например, из игры были убраны несколько видов катастроф. Также игра сама по себе работает медленнее, чем оригинал для персональных компьютеров, а созданный город занимает очень много места во внутренней памяти Sega Saturn, что позволяет развивать лишь один город, иначе приходится делать резервное копирование. Игра была выпущена в США, Европе, Японии и Бразилии. В этом же году SimCity 2000 была адаптирована для приставки SNES компанией HAL Laboratory.
Примерно через год игра была портирована на приставку PlayStation и выпущена 9 июля 1996 года в США, 29 сентября в Японии и 8 декабря в Европе. Следующая портированная версия была создана для Nintendo 64 и выпущена 30 января 1998 года для рынка Японии. В игру для Nintendo 64 был добавлен ряд нововведений, отсутствовавших в базовой игре, в частности лаборатория по выращиванию растений, мини-игры, такие как гонка на лошадях, знакомства в рамках японской традиции омиаи и другие. Несмотря на это, графика, по мнению критиков, в симуляторе в общем выглядит хуже, чем в игре для ПК, и, кроме того, портированная версия страдает от плохого качества музыкального сопровождения. 13 ноября в США и 21 ноября 2003 года в Японии симулятор был выпущен для приставки Game Boy Advance. Из-за графических ограничений геймплей и графика в игре были упрощены. Даже несмотря на это, SimCity 2000 для GBA работал довольно медленно и долго загружался.
28 августа 2009 года симулятор был выпущен для приставки PlayStation 3 в качестве скачиваемого материала в PlayStation Network и является портированной версией для PlayStation.

## Музыка
Автором музыкального сопровождения к игре является Сью Капер, которой также помогали Марк Найт, Брайан Конрад и Джастин Маккормик. Некоторых игроков озадачил тот факт, что игра при установке на старые компьютеры имеет простое музыкальное сопровождение, похожее на восьмибитную музыку, а на современных компьютерах мелодии отличаются гораздо более высоким качеством. При этом разница в качестве мелодии заметна, если установить игру на старые платформы Mac, DOS, Windows 3.1 и Windows 95. На некоторых старых платформах, в частности, DOS, часть звукового сопровождения, например, при открытии новостной заметки, и вовсе отсутствует. По словам Джеффри Фейла, бывшего представителя технической поддержки Maxis, к игре было решено создать множество мелодий. Однако в первых изданиях в качестве носителя использовались дискеты 3.5, позволяющие вместить в себя в общей сумме около трёх мегабайт данных, таким образом, созданные треки занимали бы большую часть памяти носителя, поэтому было решено создать к игре так называемые MIDI-файлы, и игра должна отправлять инструкции на звуковую карту компьютера, чтобы та в свою очередь преобразовывала их в мелодию. По этой причине качество звука полностью зависит от возможностей данной звуковой карты, то есть если игру запустить на современном компьютере, то соответственно и звуковое сопровождение в ней звучать будет гораздо качественнее.
1 декабря 1995 года в Японии был выпущен музыкальный альбом под названием Sim-Melody from SimCity 2000 (яп. [シム-メロディ] フロム シム-シティ2000) , издателем выступила компания Columbia. В альбом вошли 20 мелодий общей длительностью примерно в 30 минут, представляющих собой ремиксы на фоновую музыку из SimCity 2000, созданных при участии японских музыкантов: Тосинори Нуматы (гитара), Хироки Такэды (бас-гитара) и Хироси Ямадзаки (саксофон), а самой аранжировкой занимался Рюити Кацумата.
| №                   | Название                         | Длительность |
| ------------------- | -------------------------------- | ------------ |
| 1.                  | «Dawn of city»                   | 2:03         |
| 2.                  | «Dancing megalopolis»            | 1:51         |
| 3.                  | «The sim magic for (eniac)»      | 0:38         |
| 4.                  | «The sim magicː experience mode» | 1:36         |
| 5.                  | «The constructionː Maxis»        | 1:25         |
| 6.                  | «The constructionː lakeland»     | 1:38         |
| 7.                  | «The constructionː happyland»    | 0:52         |
| 8.                  | «Selfish citizen»                | 1:14         |
| 9.                  | «Skyscrapers»                    | 2:13         |
| 10.                 | «Tax & money»                    | 1:56         |
| 11.                 | «Pale City»                      | 1:02         |
| 12.                 | «Growing up town ~ prologue»     | 0:31         |
| 13.                 | «Growing up town ~ theme»        | 1:43         |
| 14.                 | «Work work workǃ»                | 1:44         |
| 15.                 | «Ultimate city»                  | 1:58         |
| 16.                 | «Buildings»                      | 0:44         |
| 17.                 | «Melancholic mayor»              | 0:39         |
| 18.                 | «Acid land»                      | 0:29         |
| 19.                 | «Misty lake»                     | 1:21         |
| 20.                 | «Key of success»                 | 1:46         |
| Общая длительность: | Общая длительность:              | 27:23        |

## Оценки и мнения
| Иноязычные издания    | Иноязычные издания                          | Иноязычные издания                          | Иноязычные издания                          | Иноязычные издания                          |
| Издание               | Оценка                                      | Оценка                                      | Оценка                                      | Оценка                                      |
| Издание               | Amiga                                       | DOS                                         | Mac                                         | PS                                          |
| --------------------- | ------------------------------------------- | ------------------------------------------- | ------------------------------------------- | ------------------------------------------- |
| Amiga Action          | 93 %                                        |                                             |                                             |                                             |
| Amiga Format          | 90 %                                        |                                             |                                             |                                             |
| Amiga Joker           | 85 %                                        |                                             |                                             |                                             |
| Amiga Power           | 85 %                                        |                                             |                                             |                                             |
| CVG                   |                                             | 94 %                                        | 94 %                                        |                                             |
| Datormagazin          | [ 58 ]                                      |                                             | [ 59 ]                                      |                                             |
| GameSpot              |                                             | 7,2                                         |                                             |                                             |
| Power Play            |                                             |                                             | 90 %                                        |                                             |
| PC Gamer              |                                             | 95 %                                        |                                             |                                             |
| Amiga Games           | 91 %                                        |                                             |                                             |                                             |
| CU Amiga              | 93 %                                        |                                             |                                             |                                             |
| AUI                   | 85 %                                        |                                             |                                             |                                             |
| Edge                  |                                             | 8/10                                        |                                             |                                             |
| The One Amiga         | 80 %                                        |                                             |                                             |                                             |
| Русскоязычные издания |                                             |                                             |                                             |                                             |
| Издание               | Оценка                                      | Оценка                                      | Оценка                                      | Оценка                                      |
| Издание               | Amiga                                       | DOS                                         | Mac                                         | PS                                          |
| «Игромания»           |                                             |                                             |                                             | [ 66 ]                                      |
| Награды               |                                             |                                             |                                             |                                             |
| Издание               | Награда                                     | Награда                                     | Награда                                     | Награда                                     |
| Power Play            | Лучшая симуляция 1994 года                  | Лучшая симуляция 1994 года                  | Лучшая симуляция 1994 года                  | Лучшая симуляция 1994 года                  |
| Computer Gaming World | Самые хардкорные игры в истории, 12-е место | Самые хардкорные игры в истории, 12-е место | Самые хардкорные игры в истории, 12-е место | Самые хардкорные игры в истории, 12-е место |
| Next Generation       | Лучшие игры в истории, 33-е место           | Лучшие игры в истории, 33-е место           | Лучшие игры в истории, 33-е место           | Лучшие игры в истории, 33-е место           |
| TIME                  | Рейтинг игр всех времен, 13-е место         | Рейтинг игр всех времен, 13-е место         | Рейтинг игр всех времен, 13-е место         | Рейтинг игр всех времен, 13-е место         |

### Для персональных компьютеров
Игра получила преимущественно положительные отзывы.
Джон Робертсон из сайта Kotaku назвал SimCity 2000 одной из важнейших вех в игровой истории, где, по сути, игрок лишь влияет на события, а не напрямую управляет ими, как это, по мнению критика, происходит по-прежнему в большинстве современных видеоигр. Ключом успеха симулятора, по мнению рецензента, стала его «универсальность», позволяющая привлекать людей с разными интересами. Также Джон уверен в том, что игра оказывает успокаивающий эффект и образует эмоциональную связь между игроком и созданным им городком. Рецензент сайта Moargeek отметил, что хотя формально первооткрывателем жанра стала SimCity Classic, но именно SimCity 2000 стала классическим образцом для всех будущих градостроительных симуляторов и заложила для них многие правила. Джейсон Табрус из сайта Uproxx отметил, что даже несмотря на то, что к середине 2010-х годов франшиза SimCity пришла в упадок, особенно после неудачного выпуска последней игры в 2013 году, многие игроки всё ещё помнят о SimCity 2000, которая, по утверждению рецензента, по-прежнему остаётся напоминанием о славных днях франшизы. Похожего мнения придерживался и критик сайта Choicestgames, назвав SimCity 2000 классикой и примером того, как разработчики Maxis действительно вкладывали все ресурсы, чтобы создать такую игру, которая удовлетворит всех игроков, в противовес современной серии игр The Sims, представляющих собой сырые и недоделанные базовые игры с «сотней расширений и DLC». По мнению критика, SimCity 2000 наряду с SimCity 3000 получилась лучшей, так как первый симулятор слишком «примитивен», а SimCity 4 изобилует ошибками и имеет проблему с производительностью. Уникальность игры заключается в её реиграбельности, так как каждый раз, когда создаётся новый город, в игре генерируются новые события. Майк Плэнт из сайта TheRegister назвал SimCity 2000 достойным наследником SimCity.
Критики в старых обзорах признали в общем улучшенный геймплей SimCity 2000 по сравнению с первой игрой: Ник Вейч, рецензент журнала Amiga Format, отметил, что SimCity сразу стала «идеалом» своего жанра и игрой, где игрок сможет получить всё, что он захочет, а Херберт Аихингер из журнала Amiga Games в своём обзоре от 1995 года отметил, что SimCity уже успела образовать вокруг себя большой круг зависимых людей, успокаивающих свои нервы за созданием виртуальных городков.
По мнению рецензентов, главным достоинством игры стала её улучшенная графика, где город представлен в изометрической перспективе, позволяющей лучше разглядеть элементы зданий и дающей эффект реалистичности. Сами здания и участки стали гораздо подробнее, игра позволяет наблюдать за мельчайшими деталями, многие из которых анимированы, а благодаря ярким и насыщенным краскам игрок ещё быстрее привязывается к своему «творению» на экране. Херберт из журнала AmigaGames отдельно оценил широкий выбор общественных зданий, парков и памятников. Манфред Дуй, рецензент журнала Amiga Joker, отдельно похвалил игру за функцию случайно генерируемых ландшафтов при очередной загрузке пустой местности.
Другими достоинствами, по мнению критиков, стали приятное музыкальное сопровождение, улучшенный геймплей и меню управления, позволяющее в частности изменять налоговые ставки для отдельных секторов. По мнению Манфреда Дуя, макроменеджмент стал сложнее, но реалистичнее, и от этого игра становится только интереснее и увлекательнее. Также многим критикам понравилось введение множества новых видов катаклизмов и катастроф, добавляющих в игру немного элемента экшена. Шелли Крейг считает, что катастрофы никогда не дадут игроку заскучать. Отдельно критики оценили в игре добавление новостной газеты, освещающей события в городе с точки зрения граждан, и так называемого виртуального помощника, дающего полезные советы игроку, если тот испытывает проблемы или не может найти решение.
Несколькими критиками был отмечен экологический уклон игры, в частности Манфред Дуй похвалил игру за то, что она, по сути, учит игрока, насколько человечество может навредить окружающей среде и как важно, например, развивать и строить экологически чистые станции, использовать возобновляемые ресурсы и мусор для вторичной обработки, развивать общественный транспорт для сокращения использования машин с бензином и т. д.. Похожего мнения придерживается и Херберт из журнала AmigaGames, отметив, что симулятор делает особый упор на проблему загрязнения окружающей среды и важность современных, щадящих природу технологий. В обзоре игр всей серии в Compute! отметили, что в SimCity 2000 не столько имеются улучшения в графике и звуке, сколько проведена более комплексная интеграция систем города, таких как больницы, общественный транспорт, музеи, высшее образование и другие, а также проработан интерфейс, позволяющий совмещать сложность симуляции и детализированность. Игра причислена к числу тех, которые позволяют лучше понять городские системы, понимать роль администрации города и важность наличия и интерпретации обратной связи, рассматривать достоинства и недостатки различных способов производства и потребления как электроэнергии, так водоснабжения, а также учитывать экологические аспекты. Урбанист Кеннет Л. Колсон заметил, что SimCity удаётся воспроизводить реальные проблемы, связанные с градостроением, например что расширение и строительство новых магистралей в ущерб развитию общественного транспорта не решает, а только ухудшает проблему перегруженности дорог.
Шелли Крейг считает, что для того, чтобы раскрыть для себя все новые возможности игры, надо приложить много времени и терпения. Ник Вейч также указал на недоделки в игре: неудобный аэропорт, плохую систему канализации, отсутствие офисов высшего класса и т. д. Однако преимущество игры, по мнению критика, заключается в возможности просто «удалить» то, что тебе не нравится.
В журнале Entertainment Weekly в 1995 году проводилось сравнение игр серии (совместно с SimTower, SimEarth, SimLife, SimAnt, SimHealth, SimFarm), в которой SimCity 2000 получила наивысшую оценку. В этом сравнении критик положительно отозвался о непредсказуемости событий в игре и о трёхмерной графике.
Пресса проводила мероприятия в контексте строительства городов SimCity 2000. Так, Compute! провёл конкурс на создание самых оригинальных и хорошо проработанных городов в симуляторе, а в журнале Electronic Entertainment публиковались созданные авторами особенные города с подробным их описанием.

### Для игровых приставок
Сирил Лэчел, критик сайта Defunctgames, в своём обзоре симулятора для Sega Saturn назвал игру в общем очень увлекательной и отметил, что игра в SimCity 2000 — это отличный способ убить время. Однако впечатление от игры портит плохая панель управления, а дополнительную проблему представляет ограниченная память приставки, позволяющая создавать лишь один город и определённых размеров. Критик порекомендовал играть в SimCity 2000 на компьютере. Критик сайта Absolute-Playstation в своём обзоре игры для PlayStation в общем похвалил игру, назвал панель управления простой и понятной, но упрекнул за слишком «примитивное» музыкальное сопровождение.
Пир Шнайдер, рецензент сайта IGN, в своём обзоре SimCity 2000 для Nintendo 64 отметил, что оригинал для ПК и портированная версия для Nintendo 64 — это две совершенно разные игры. Например, в игру были добавлены возможность выращивать растения в лаборатории, мини-игры и т. д. Хотя эти идеи интересны, они не настолько хороши, чтобы реально повысить качество SimCity 2000 для Nintendo 64. Панель управления терпима, но из-за того, что игра вначале создавалась для управления мышкой, использование джойстика оказывается неудобным. Очень неудобна прокрутка курсором. Графика в общем такая же, как в игре-оригинале, но в некоторых местах выглядит смазанно или же постоянно мерцает. Звуковое сопровождение критик назвал «ужасным» и грубым, сообщив, что из-за жалоб коллег отключил звук уже через 10 секунд. В общем критик не рекомендует игру для N64, учитывая также тот факт, что она доступна лишь на японском языке.
Крейг Харрис, другой критик из IGN, в своём обзоре игры для Game Boy Advance придерживался мнения, что игра тормозит и выглядит в целом как урезанная версия исходной игры для ПК из-за ограниченных характеристик GBA, но, несмотря на это, разработчикам удалось сохранить схожесть портированной версии с оригиналом.

### Награды
В 1994 году в журнале Electronic Entertainment в категории «Поощрительный отзыв редакции» (с англ. — «Honorable Mentions») SimCity 2000 стала лучшей игрой. Редакция журнала Power Play присуждает Simcity 2000 награду лучшей симуляции 1994 года. В 1996 году в рейтинге самых хардкорных игр в истории в журнале Computer Gaming World игра была поставлена на 12-е место. В том же году по версии журнала Next Generation, SimCity 2000 заняла 33-е место в списке лучших игр в истории.
PC Gamer поставил в 2005-м году игру на 29-е место в рейтинге игр всех времён, а в 2010-м году игра удостоилась 81-го места по версии журнала, который назвал игру лучшей в серии за счёт баланса бесконечной игры в сочетании с возможностью создания «идеального города».
В декабре 2012 года демо-версия и изображения из симулятора были представлены в виде фрески с несколькими колоннами от пола до потолка в Нью-Йоркском музее современного искусства. В 2016 году игра заняла 13-е место в рейтинге игр всех времён по версии журнала Time.

## Популярность и влияние
После выпуска игра стала бестселлером: за период с 1993 по 1996 год симулятор по версии издательства Wargames Handbook занял 9-е место среди самых продаваемых игр в США и разошёлся тиражом в 1,4 миллиона экземпляров. По примерным данным издания Guinness World Records, в мире с начала выхода было в общей сложности продано 4,23 миллиона копий SimCity 2000.
SimCity 2000 стала классическим образцом градостроительной игры и в течение следующего десятилетия задавала тон для множества других градостроительных игр, выпускавшихся независимыми компаниями и являющихся, по сути, ответвлениями SimCity 2000. Maxis на волне успеха симулятора решила выпустить упрощённую версию для детей — SimTown, где игрок должен выступать в роли мэра небольшого городка. Помимо этого, компанией был выпущен ещё один симулятор — SimIsle, основанный на игровом движке SimCity 2000, где основной упор делается на развитии инфраструктуры в условиях дикой, неприветливой природы на острове и торговле ресурсами. Одним из самых оригинальных независимых градостроительных симуляторов, созданных в 90-е годы по подобию SimCity, стала игра Outpost, действие в которой происходит в далёком будущем после уничтожения Земли и суть которой заключается в развитии человеческой колонии на Луне в условиях смертоносной окружающей среды и создании технологий, позволяющих колонизировать пригодную для жизни планету. Компания LucasArts создала на основе SimCity 2000 градостроительный симулятор загробной жизни, разделённый на Рай и Ад, соответственно игрок должен развивать сразу два независимых сектора, чтобы одаривать благами жителей Рая и обрекать на бо́льшие муки обитателей Ада, при этом в игре сохраняется макроменеджмент, а значит необходимо собирать налоги для содержания инфраструктуры и соблюдения баланса между Раем и Адом, чтобы их жители не имели возможность попасть в противоположный мир. Среди других игр-симуляторов, созданных по подобию SimCity, особенно выделяются Constructor, Anno 1602, The Settlers II, The Settlers III, Caesar II, Pharaoh и Zeus: Master of Olympus. Относительно игрового процесса SimCity 2000 рассматривается как характерный пример игры, в которой игрок управляет развитием и изменением игровых механик.
SimCity наряду с другими играми-симуляторами использовалась как часть учебной программы в таких университетах, как Кембриджский и штата Нью-Йорк в Олбани. В последнем отмечается, что обучение на симуляторе Simcity 2000 стало любимым предметом среди учащихся в соответствующем семестре в сравнении с другими 9 дисциплинами такой же сложности и продолжительности. На данных занятиях студенты экспериментально применяли различные подходы и сравнивали полученные результаты. Исследователи отмечали потенциал игры для процессов обучения, а также была подтверждена эффективность на первоначальном этапе ознакомления с предметом, позволяющим понять базовые процессы, происходящие в городе. Так, студенты понимали важность и возможность улучшения города, получали взгляд «с птичьего полёта» и знакомились со сложностью предмета. В то же время симуляция имела свои ограничения, например, постройка АЭС в игре происходит мгновенно, в то время как в реальном городе это занимает годы.
В 1996 году студией Maxis была выпущена игра под названием SimCopter, где игрок может конвертировать готовый город из SimCity 2000, который в игре будет отображаться в 3D-графике, а сам игрок должен управлять вертолётом и проводить разные операции. Такая же особенность встроена в игру Streets of SimCity, где игрок может принимать участие в гонках на улицах созданного города.
Советы виртуального помощника, иногда отличающиеся фамильярным, резким или даже угрожающим тоном, стали Интернет-мемом, в частности его «коронная фраза» You can't cut back on funding! You will regret this! (в переводе с англ. — «Ты не можешь урезать финансирование! Ты пожалеешь об этомǃ»), смысл которой заключался в предупреждении игрока о тяжёлых последствиях его действий, а на практике звучит как прямая угроза расправы. В 2006—2007 годах в Интернете стали появляться разные вариации данного мема, например, с участием персонажей «Звёздных войн» или ёжика Соника. На фотографии, представляющей виртуального советника, представлен неизвестный мужчина, которого фанаты прозвали «Нормом» из-за схожести с одноимённым участником из американского телешоу This Old House. Летающая тарелка, изображённая на лицевой стороне обложки и на диске SimCity 2000, была взята за основу звездолёта Стива в игре Spore.